# Enrik García
 Enrik García ist ein spanischer Gitarrist und Songwriter. 1993 gründete er mit Javier Rubio die spanische Power-Metal-Band Dark Moor.

## Diskografie (mitDark Moor)
- Shadowland (1999)
- The Hall of the Olden Dreams (2000)
- The Fall of Melnibone (EP, 2001)
- Gates of Oblivion (2002)
- Between Light and Darkness (2003)
- Dark Moor (2003)
- Beyond the Sea (2005)
- Tarot (2007)
- Autumnal (2009)
- Ancestral Romance (2010)
- Ars Musica (2013)
- Project-X (2015)